# Hohenbergia brittoniana
Hohenbergia brittoniana är en gräsväxtart som beskrevs av Lyman Bradford Smith. Hohenbergia brittoniana ingår i släktet Hohenbergia och familjen Bromeliaceae.
Artens utbredningsområde är Jamaica. Inga underarter finns listade i Catalogue of Life.